# Имануел Великовски
Имануел Великовски (енгл. Immanuel Velikovsky, рус. Иммануи́л Велико́вский; Витебск, 10. јун 1895 — Принстон, 17. новембар 1979) је био амерички псеудоисторичар, најпознатији као аутор бројних контроверзних књига које реинтерпретирају догађаје из древној историји, међу којима је бестселер у САД „Светови у судару“, објављена 1950. године. Претходно је имао значајну улогу у оснивању Хебрејског универзитета у Јерусалиму, и био је угледни психијатар и психоаналитичар.
Његове књиге користе компаративну митологију и античке књижевне извора (укључујући и Библију) да докажу да је Земља доживела катастрофални блиски контакт другим планетама (Венером и Марсом) у древним временима. Великовски тврди да су елекотрмагнетске појаве имале значајну улогу у небеској механици. Такође заступа ревидирану хронологију старог Египта, Грчке, Израела и других култура древног Блиског истока. Циљ ревидиране хронологије је да објасни мрачно доба источног Средоземља (око 1100 - 750. п. н. е.) и помири библијску историју са прихваћеном археологијом и египатском хронологијом.
Академске заједнице су теорије Великовског одбацивали или су их игнорисане. Ипак, његове књиге се често добро продају и добијају одушевљену подршку у лаичким круговима, често праћене тврдњама о непоштеном третману признатих академија према Великовском. Контроверзе око његовог рада и његовог пријема се често називају „афера Великовског“.